# Sporothrix nivea
Sporothrix nivea är en svampart som beskrevs av Kreisel & Schaver 1985. Sporothrix nivea ingår i släktet Sporothrix och familjen Ophiostomataceae.   Inga underarter finns listade i Catalogue of Life.